# Channel Orange
Channel Orange (viết cách điệu là channel ORANGE) là album phòng thu đầu tay của ca sĩ kiêm nhạc sĩ người Mỹ Frank Ocean, phát hành ngày 10 tháng 7 năm 2012 bởi Def Jam Recordings. Sau khi ra mắt mixtape năm 2011 Nostalgia, Ultra, Ocean bắt đầu bắt tay sáng tác album với người đồng sự Malay, người đã giúp anh sản xuất những bản thu của mixtape tại phòng thu EastWest Studio ở Hollywood. Ocean đã thoát khỏi sự phụ thuộc vào các đoạn nhạc mẫu như khi làm mixtape, và muốn tiếp cận những âm thanh và cấu trúc bài hát theo cách hoàn toàn khác khi thực hiện Channel Orange. Anh đã đặt tên album như một sự ám chỉ tới hiện tượng thần kinh cảm giác kèm tự vị và sắc màu mà anh cảm nhận vào mùa hè khi anh lần đầu biết yêu.
Là một album R&B và neo soul, Channel Orange có phong cách âm nhạc khá bất thường, với những bài hát lấy cảm hứng từ các cảnh lướt qua trong phim, và chịu ảnh hưởng từ các thể loại electro-funk, pop-soul, jazz-funk, và âm nhạc ảo giác. Các bài hát trong album có đặc trưng là những giai điệu khác thường, cách phối khí theo không gian, những tiếng phách tốc độ trung bình, và sử dụng những nhạc cụ như đàn organ điện tử, bộ gõ câm, và bộ tổng hợp chuyển thế. Các sáng tác của Ocean khai thác những chủ đề như tình yêu, sự tha hóa, giai cấp, và ma túy, với ca từ thể hiện sự cảm thông, những hình ảnh siêu thực, các câu nói đối thoại, và các câu chuyện mô tả những bản ngã đen tối của con người. Với chất giọng nam trung nhẹ và tinh tế, trong album anh thể hiện những đoạn hát tuôn ra một cách không cố định, đi cùng những khoảng giọng mái và nam cao xen kẽ.
Để ngăn chặn việc bị rò rỉ trên Internet, Ocean đã phát hành album dưới dạng kĩ thuật số một tuần trước ngày phát hành được thông báo chính thức. Anh đã quảng bá cho album bằng bốn đĩa đơn, trong đó có ca khúc giành được thứ hạng cao nhất của anh, "Thinkin Bout You", và một tour diễn vào tháng 7 năm 2012. Album ra mắt ở vị trí thứ 2 trên bảng xếp hạng Billboard 200, bán được 131.000 bản trong tuần đầu tiên, và bán được tổng cộng 443.000 bản vào cho đến cuối năm 2012. Channel Orange đã nhận được những đánh giá cực kỳ tích cực từ các nhà phê bình âm nhạc; họ khen ngợi phần sản xuất độc đáo, phạm vi âm nhạc, và những sáng tác của Ocean trong album, và album được ghi nhận là đĩa nhạc hay nhất trong năm trên nhiều tạp chí phê bình.

## Bối cảnh
Do bức xúc với sự thiếu tích cực của hãng đĩa Def Jam Recordings với sự nghiệp thu âm của mình, Ocean đã ra mắt mixtape đầu tay Nostalgia, Ultra miễn phí trên mạng vào tháng 2 năm 2011. Album gồm cả những sáng tác mới từ Ocean lẫn những ca khúc từ các nghệ sĩ khác được thể hiện lại, mang những nhân tố âm nhạc và ca từ khá bất thường theo phong cách R&B. Dù không được quảng bá như thông thường, album mixtape cũng nhận được sự theo dõi của nhiều người nghe và sự khen ngợi của giới phê bình. Ocean và Def Jam sau đó đã hàn gắn lại mối quan hệ, và dù phiên bản có hợp đồng của Nostalgia, Ultra không bao giờ xuất hiện, hãng đĩa vẫn ra mắt hai bài hát trong album làm đĩa đơn, bao gồm cả ca khúc đã leo lên bảng xếp hạng Billboard "Novacane". Họ sau cùng đồng ý cho ra mắt một album kế tiếp dự kiến vào năm 2012.
Tháng 6 năm 2012, các hãng tin tức và các nhà báo âm nhạc trong buổi ra mắt nghe thử trước khi phát hành Channel Orange đã đặt ra những câu hỏi về ý nghĩa của ca từ trong một số bài hát và thiên hướng tình dục của Ocean. Những ca từ hướng đến đối tượng tình yêu là nam giới, và đi lệch khỏi góc độ dị tính trong các ca khúc trước đấy của anh. Ocean đã phát hành một file TextEdit như một bức thư công khai trên blog Tumblr của anh vào 4 tháng 7, thay cho ý định ban đầu là đưa bức thư này vào phần bìa ghi chú của album. Được viết vào tháng 12 năm 2011, bức thư kể về tình cảm đơn phương của anh dành cho một người đàn ông khi anh 19 tuổi, mà được anh giải thích là mối tình đầu của mình. Sự tiết lộ của Ocean đã nhận được sự ủng hộ của Def Jam và sự ca ngợi của các nghệ sĩ thu âm cũng như những nhà bình luận văn hóa. Anh cũng đề cập đến việc viết Channel Orange sau nhiều năm tranh đấu nội tâm với mối tình đầu, như ghi trong bức thư, "Tôi viết để giữ tôi bận bịu và có tinh thần. Tôi muốn tạo ra những thế giới mà tràn đầy hy vọng hơn [thế giới] của tôi. Tôi cố gắng kết nối những cảm xúc ngập tràn tâm trí."

## Sáng tác và phát triển

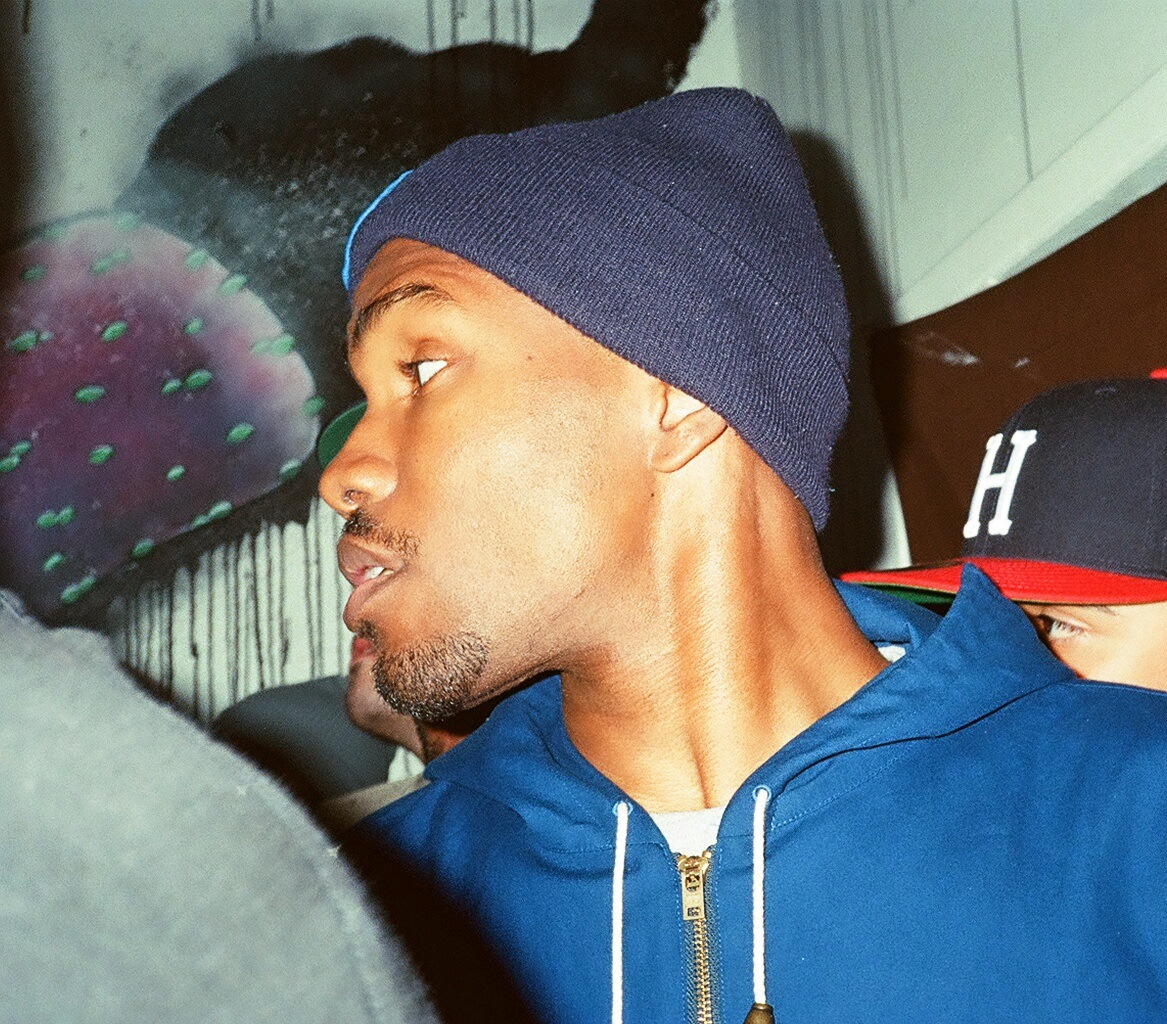
Ocean đã chìm đắm trong những trải nghiệm quá khứ và sự tưởng tượng thuần khiết khi viết album.

Ocean bắt tay vào viết những ca khúc cho Channel Orange vào tháng 2 năm 2011 với nhạc sĩ và nhà sản xuất Malay, người bạn và cũng là đồng sự sáng tạo của anh kể từ lúc họ bắt đầu sự nghiệp là những nhạc sĩ sáng tác trong ngành công nghiệp âm nhạc. Họ gặp nhau lần đầu ở Atlanta và cùng làm chung một hãng phát hành, nhờ thế họ đã bắt liên lạc lại với nhau sau khi Malay chuyển tới Los Angeles. Ocean bắt đầu kết giao với Malay, giới thiệu Malay tới nhóm hip-hop Odd Future của anh, và gắn kết với nhau nhờ khả năng sáng tác của mỗi người, điều đã dẫn tới sự hợp tác của họ ở Channel Orange. Trong album, Ocean đã viết những ca từ để tương ứng với những ý tưởng của Malay cho âm nhạc. Đôi khi, họ sáng tác các bài hát cùng nhau một cách ngẫu hứng với những ý tưởng âm nhạc từ Malay khi chơi ghita và organ.
Dù có hoàn toàn sự tự do sáng tạo ở cả hai dự án, Ocean mới cảm thấy tự tin hơn trong vai trò một nhạc sĩ ở Channel Orange và đã gõ ra những lời hát của anh vào một chiếc laptop thay vì soạn chúng ra trong đầu như cách anh làm với Nostalgia, Ultra. Kể từ lúc bắt đầu viết nhạc cho các nghệ sĩ khác, anh đã chịu ảnh hưởng bởi "cuộc sống tình yêu đau đớn đầy rực rỡ" của anh khi sáng tác các ca khúc. Trong những ca từ của mình, Ocean đã sử dụng cả những trải nghiệm cá nhân trong quá khứ và cả sự tưởng tượng để tạo ra những câu chuyện cho các bài hát. Ví dụ, khi viết ca khúc "Crack Rock", anh được truyền cảm hứng từ những câu chuyện mà anh đã nghe khi ngồi trong các nhóm cai nghiện Narcotics Anonymous và Alcoholics Anonymous mà được hướng dẫn bởi ông của anh, người cũng từng phải đối mặt với việc lạm dụng chất kích thích khi còn trẻ. Trong một bài phỏng vấn cho tờ The Guardian, Ocean đã diễn tả sự không chắc chắn về điều mà đã dẫn anh tới những mặt tối tăm hơn, nhưng có đoán rằng: "đó là những sắc màu mà tôi phải đối mặt vào những ngày đó... - Vậy nó có lấy từ sự trải nghiệm của anh không? - Đương nhiên. Ý tôi là, 'trải nghiệm' là một từ thú vị. Tôi chỉ đơn giản là nhân chứng."
Trong những phiên làm việc của họ, Malay nhận ra sự đặc biệt trong cách dùng những đại từ chỉ giới tính ở những dòng ca từ của Ocean, nhưng cho rằng nó là vì sự tự do mang tính thi ca hơn là giới tính của anh. Trong một bài phỏng vấn sau bức thư mở của Ocean, Malay đã mô tả anh là "sự kết hợp mới của thứ mà đã từng là một MC trong thập niên 80 và 90... người kể chuyện thực sự" và nói về lời ca của anh, "Tôi không nghĩ rằng bất cứ ai ở bất cứ thời điểm nào của quá trình sáng tạo biết điều đang xảy ra... Khi anh ấy hát có thể từ góc nhìn một phụ nữ hoặc bất cứ cái gì, đó là câu chuyện, là thế giới mà anh ấy sáng tạo. Đó không nhất thiết thuộc về riêng tư - giống với thứ mà anh ấy trải qua. Có thể nó là thế và đó là sự ẩn dụ cái cách mà anh ấy làm điều đó". Họ hoàn thành công việc sáng tác cho Channel Orange trong hai đến ba tháng. Ocean nói về sự phát triển của album trong một phỏng vấn của Rap-Up, "Nó định nghĩa tôi một cách ngắn gọn như là một nghệ sĩ cho nơi mà tôi đang đứng và đó chính là mục đích [của nó]. Nó nói về những câu chuyện. Nếu tôi viết 14 câu chuyện mà tôi yêu mến, thì bước tiếp theo chính là đặt môi trường âm nhạc bao quanh nó sao cho có thể bao bọc câu chuyện và tất cả các dạng tuyệt vời của âm thanh một cách tốt nhất."

## Thu âm
Khi các ca khúc đã được viết xong, Ocean sắp xếp chung theo thứ tự mà sau cùng trở thành danh sách bài hát của album, và bắt đầu ghi âm chúng theo đúng thứ tự đó. Anh ghi âm hầu hết album ở phòng thu EastWest ở Hollywood, gần nơi mà khi ấy anh đang thuê nhà. Hệ thống phòng thu có những phương tiện thu âm từ những năm 1960. Các địa điểm thu âm khác gồm có Henson Recording Studios và Record Plant ở Hollywood, Westlake Recording Studios và Studio for the Talented & Gifted ở Los Angeles, Manhattan Sound Recording ở thành phố New York, và San Ysidro ở Beverly Hills. Ocean ban đầu dự định thuê dụng cụ ghi âm và một căn nhà ở Beverly Hills thay vì thuê một phòng thu với giá 1.600 USD mỗi ngày. Anh có một hầu gái trong nhà và tận hưởng các tiện nghi như bể bơi và phòng tắm hơi, nhưng cuối cùng lại chỉ thu âm ba ca khúc ở đây: "Lost", "Pyramids", và "Analog 2", sản phẩm hợp tác với đồng sự trong nhóm Odd Future Tyler, The Creator. Ocean đã thu âm phần hát của anh một mình trong vài tháng, rất cố gắng để có được trình độ biểu diễn cao, trước khi tái họp với Malay cho công việc sản xuất album.
Ocean sản xuất hầu hết Channel Orange với sự trợ giúp của Malay, người đồng thời cũng chơi ghita, bass, organ, và các nhạc cụ đồng. Malay mô tả đóng góp của chính anh như "đằng sau hậu trường" cho "tinh thần công việc tận tụy" (diligent work ethic) của Ocean. Phần sản xuất của họ chú trọng đến việc sử dụng nhạc cụ và là sự chuyển hướng của Ocean sau sự phụ thuộc của Nostalgia, Ultra vào các đoạn nhạc mẫu. Trong phòng thu, họ tái tạo các ý tưởng âm nhạc từ các phiên sáng tác trước đó, gắn kết phần sản xuất trực tiếp, và thêm thắt bổ sung cho các ca khúc của họ. Được Ocean ban đầu viết để tặng cho ca sĩ Bridget Kelly, "Thinkin Bout You" đã được ghi âm thử và được đăng lên tài khoản Tumblr của anh vào tháng 7 năm 2011. Bản mix cuối cùng của bài hát cho album Ocean và Malay đã thêm vào phần dạo đầu sử dụng bộ dây. Ocean cũng muốn thử nghiệm về mặt âm thanh và tiếp cận cấu trúc bài hát theo cách khác biệt so với những gì anh làm trước đó. Để tạo cảm hứng, anh và Malay đã lắng nghe các bản thu âm xưa, để sử dụng như là sự tham khảo trong âm nhạc hoặc tạo một không khí ở phòng thu, với các nhạc phẩm của Stevie Wonder, Marvin Gaye, Sly and the Family Stone, Pink Floyd, và Jimi Hendrix.

### Hợp tác

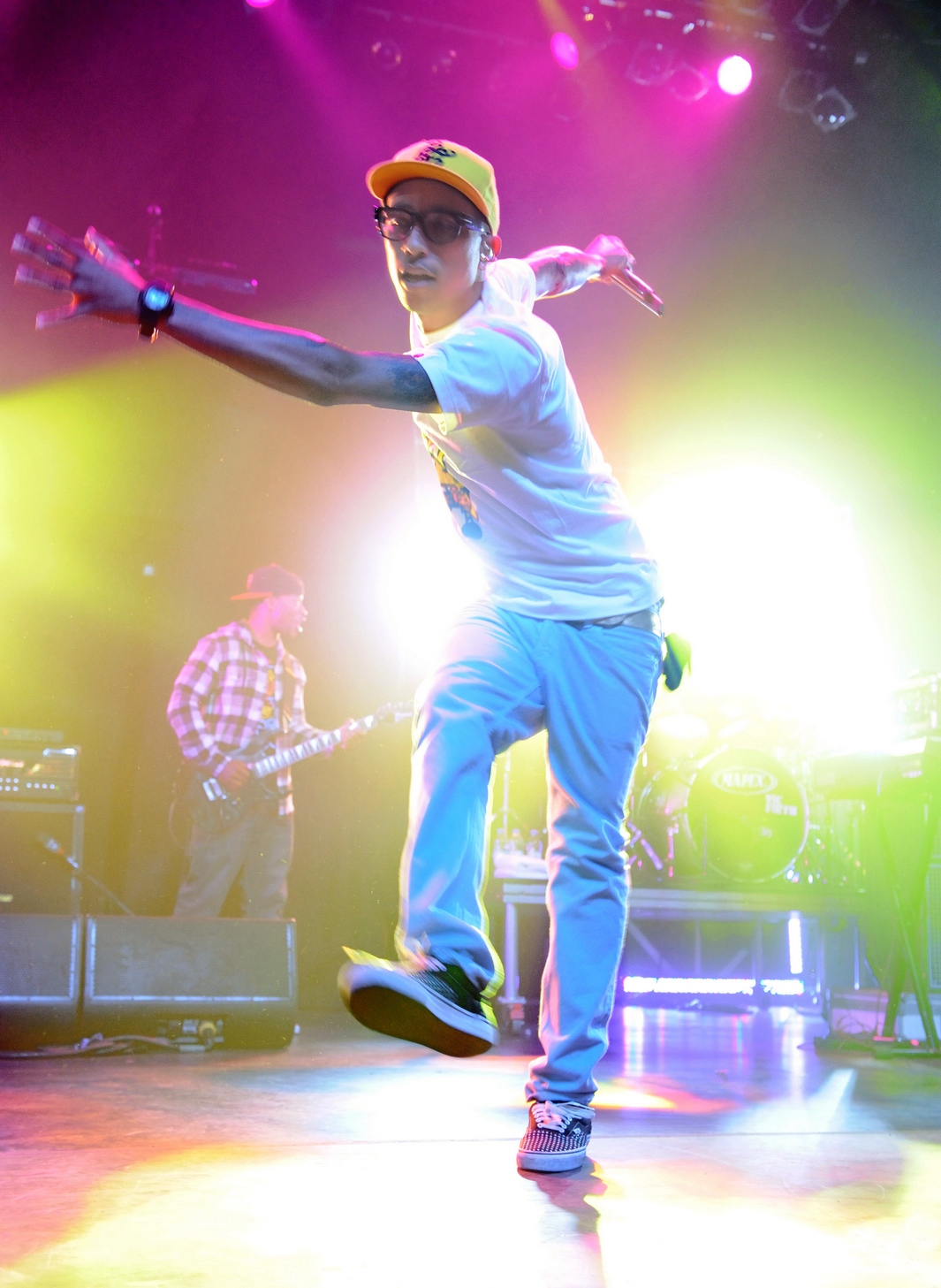
Pharrell, một trong những người ảnh hưởng sáng tạo của Ocean, đã đồng sản xuất hai ca khúc.

Sau Nostalgia, Ultra, một số nghệ sĩ khác đã quan tâm đến Ocean và liên hệ với anh để làm việc với nhau, đem tới những sự hợp tác trong Channel Orange. Anh đã cho xem các ca khúc ở những giai đoạn hoàn thiện khác nhau để lấy phản hồi từ các nghệ sĩ khách mời, những người mà anh gọi là "những vị anh hùng sáng tạo" của mình, trong đó có nhà sản xuất Pharrell. Pharell đã cùng sáng tác và sản xuất ca khúc "Sweet Life" với Ocean. Ocean và Malay cũng đưa các ca khúc cho nhạc sĩ John Mayer xem, tạo cảm hứng cho phần chơi ghita của anh ở hai bài "Pyramids" và "White". Với bài thứ hai, họ sử dụng phần phối khí của ca khúc cùng tên trong album năm 2012 của Odd Future The OF Tape Vol. 2. Họ sau đó đã ghi âm phần chơi nhạc trực tiếp của Mayer và các nhạc công khác, và đưa chúng vào trong phần nhạc đệm gốc.
Ocean và Malay cũng làm việc với nhà sản xuất Om'mas Keith, ca sĩ Lalah Hathaway, tay ghita Charlie Hunter, trumpet Irvin Mayfield, cello Dave Eggar, và tay trống Matt Chamberlain. Ocean đã tìm đến hai rapper André 3000 và Big Boi của bộ đôi hip hop OutKast để mời họ có mặt trong "Pink Matter". Tuy nhiên, André 3000 không muốn tái hợp với Big Boi như một bộ đôi trong một album của một nghệ sĩ khác. Cuối cùng chỉ có mỗi André 3000 rap một mình và chơi ghita cho ca khúc. Ocean đã bảo anh có thể kể bất cứ câu chuyện nào cho phần rap của anh ở "Pink Matter", và André 3000 sau đó đã nói, "Khi tôi nhận được bài hát, tôi chỉ đơn giản bắt đầu viết cho nó và tôi chỉ vui vì trở thành một phần trong toàn bộ bước đi của cậu ta, bởi vì cậu ấy đã hoàn toàn trở thành một thứ biểu tượng khác trong thời đại bây giờ." Album không có sự góp mặt của Kanye West, người đã hợp tác với Ocean qua album Watch the Throne (2011) của West và Jay-Z, dù theo Malay, sự đóng góp của West cho album còn nhiều hơn là chỉ ở "vị trí cố vấn" hay sự tham gia đơn thuần."

### Hậu kỳ
Phần hậu kỳ của album diễn ra cho tới tháng 7 năm 2012. Ocean và Malay đã mix Channel Orange ở Studio for the Talented & Gifted, và kỹ sư Spike Stent mix các bộ phận của album tại The Mix Suite ở Los Angeles. Album được master bởi Vlado Meller tại Masterdisk ở thành phố New York. Malay nói rằng anh và Ocean tập trung vào "những chi tiết phức tạp" của âm thanh như những đoạn dạo giữa và những phần kịch ngắn ở các bài hát khi mix album, việc mà anh ta xem như là "dự án nghệ thuật" của họ. Ocean nói rằng anh ngưỡng mộ "sự ẩn danh mà các đạo diễn có thể có trong những bộ phim của họ" và giải thích cho việc sử dụng những đoạn dạo giữa trong album, "tác phẩm là tác phẩm. Tác phẩm không phải là tôi... Dẫu cho đó là giọng nói của tôi. Tôi là một người kể chuyện." Malay nói về tâm trí của anh và Ocean vào thời điểm đó trong một bài phỏng vấn cho Complex, "Chúng tôi khá là rõ ràng về việc tất cả diễn ra nhanh thế nào, bởi mọi thứ đã đang lớn hơn từ Nostalgia cho tới toàn bộ những thứ khác... chúng tôi đang cần mẫn trong phòng thu, và tên anh ấy đang ngày càng trở nên lớn hơn và lớn hơn."
Nhằm hạ thấp bản thân mình không trở thành tâm điểm của album, Ocean không muốn có tên anh trên bìa đĩa và lấy Everest, tên con chó núi Bern của anh, ghi tên như là giám đốc sản xuất của album để thay thế. Anh đặt tên album để chỉ về cảm giác kèm tự vị - màu sắc, một hiện tượng thần kinh mà trong đó sự nhận biết của một cá nhân về số và chữ viết đi kèm với sự trải nghiệm về màu sắc. Anh đã thảo luận về hiện tượng này với Pharrell, người cũng từng có kinh nghiệm và cũng từng ám chỉ về hiện tượng đó một cách tương tự khi đặt tên album năm 2008 của ban nhạc N.E.R.D của anh là Seeing Sounds. West cũng từng trải qua nó khi còn trẻ và đã dùng nó để làm cảm hứng khi làm ra bộ phim ngắn Cruel Summer năm 2012. Tựa đề album cũng dành để chỉ mối tình đầu của Ocean, bởi nó diễn ra vào mùa hè và anh cảm nhận mọi thứ đều có màu da cam.

## Âm nhạc
Là một album R&B và neo soul, Channel Orange có phong cách âm nhạc khác thường, chịu ảnh hưởng từ các thể loại âm nhạc ảo giác, pop-soul, jazz-funk, và electro-funk. Sobhi Youssef của Sputnikmusic nhận định rằng, dù phần sản xuất của album "xuất phát từ một chuỗi những ảnh hưởng từ âm nhạc đại chúng cổ điển và hiện đại", chúng được sử dụng "nằm trong những sự tiết chế của R&B mà không có bất kỳ thể loại đơn lẻ nào nắm quyền chiếm lĩnh." Những ca khúc trong album được đặc trưng bởi việc sử dụng organ điện tử, bộ gõ câm (muted percussion), phối khí theo không gian, những giai điệu bất thường, phần nhạc nền luôn biến đổi, bộ tổng hợp chuyển thế (shifting synthesizers), tiếng ghita rung ngân mạnh, chơi theo kiểu vamp, và các hiệu ứng điện tử tạo cảm giác mơ màng như sử dụng reverb (hồi âm) của nhạc dub. Hầu hết ca khúc sử dụng nhịp trống với tốc độ trung bình, dù những ca khúc mang tính suy ngẫm nhiều hơn thì sử dụng nhịp chậm hơn. Các nhà phê bình cũng so sánh Channel Orange với âm nhạc của Prince, Shuggie Otis, và Stevie Wonder, đặc biệt cách chơi keyboard và những thay đổi hợp âm như trong Innervisions (1973). Chris Richards của tờ The Washington Post viết rằng album "tái tưởng tượng sự nhạy cảm về giai điệu của Marvin Gaye và Stevie Wonder và cấu trúc bài hát lãng đãng bay hơi của D'Angelo, Maxwell và Erykah Badu". Melissa Locker của tạp chí Time cũng chỉ ra những yếu tố mang tính khoa trương của nhạc kịch như như "những giai điệu ám ảnh" mà tương tự như album năm 2007 của The-Dream Love Hate. Phil Nacionales của URB so sánh phần phối khí của album với những tác phẩm cùng thời ở thể loại alternative hip hop và cho rằng album phản ánh "chính trị, văn hóa, lý tưởng, tính âm nhạc và nghệ thuật" trong "kỷ nguyên 808's and Heartbreaks" của nhạc hip hop.
Channel Orange nhìn chung lỏng lẻo về cách thức, mang tính mơ màng, và phần âm nhạc tinh tế lại ít chú trọng đến tính giai điệu và bắt tai như Nostalgia, Ultra. Robert Christgau cho rằng, khi không phụ thuộc vào sample (đoạn nhạc mẫu) như tác phẩm trước, "Ocean từ chối việc phô trương bản thân anh ta - chống lại việc sử dụng phần hook gây nghiện, nhịp điệu nhanh, và những phần falsetto vượt mức thông thường." Trong album Ocean, người có chất giọng baritone (nam trung), đã hát đầy diễn cảm một cách không chủ đích, với flow không có thể thức cố định, hát những quãng trầm thủ thỉ tựa như trò chuyện, đi cùng những khoảng falsetto (giọng mái) và tenor (nam cao) xen kẽ. Giống với Nostalgia, Ultra, Channel Orange có phần dạo giữa mang những âm thanh của organ, tiếng sóng, tiếng cassett, tiếng cửa xe ô tô, tiếng lướt kênh tivi, tiếng ồn trắng, và cả tiếng hội thoại. Chúng được lấy cảm hứng từ điện ảnh, với chất lượng âm thanh analog, và một số kết thúc một cách đột ngột. Các cây bút phân tích rằng chúng là đại diện cho khoảng thời gian chú ý ngắn ngủi của những người nghe, hay những thời khắc trong cuộc đời của Ocean, sự méo mó trong tâm hồn anh, hoặc cảm giác hoài niệm thoáng qua, việc chịu cảm hứng từ hội chứng cảm giác kèm, hay như sự tương phản với chất lượng âm thanh cao hơn của những ca khúc khác. Jesse Cataldo của tạp chí Slant cho rằng những cảnh lướt qua này, cùng với những đoạn ca khúc dài tách biệt, đem đến cho album cảm giác giống như một mixtape.

## Ca từ
— Ken Tucker, NPR
Channel Orange có chủ đề về tình yêu đơn phương, tình dục, và khát vọng tồn tại. Những ẩn dụ tới sự trải nghiệm mối tình đầu của Ocean được đưa vào trong một số ca khúc, gồm có "Thinkin Bout You", "Bad Religion", và "Forrest Gump". Jon Caramanica của tờ The New York Times nhận thấy album "tràn ngập những vết thương của mối tình đơn phương, ở cả những kết thúc được đón nhận và phải chịu đựng", và "những người yêu nhau dù hành hạ nhưng vẫn ở trong vòng tay [của nhau]." Ryan Dombal của Pitchfork Media viết rằng Ocean cho thấy "một triết lý vượt thời gian... một trong những điều khó khăn để chấp nhận và nhận biết, rằng tình yêu, tình dục và mất mát sẽ luôn luôn đem đến những huyền thoại về chúng."
Album cũng khai thác về sự suy đồi, những dấu hiệu của sự bất bình đẳng giai cấp, việc lạm dụng chất gây nghiện, và mâu thuẫn giữa tâm linh và thế tục, một chủ đề thường thấy ở nhạc soul. Nhà phê bình Sasha Frere-Jones nhận thấy "một tập hợp những sự tha hóa và nỗi đau đớn tinh thần giống như [những tác phẩm] của Prince". Greg Kot cho rằng Ocean giới thiệu "một cuộc đối thoại của giữa dục vọng ích kỷ của anh ta và phần lương tâm vị tha hơn", cùng với "sự chuyển giai điệu mang phong cách psychedelic-gospel" giống Prince và việc chồng các lớp giọng của Ocean giống Marvin Gaye, đem đến một ấn tượng về giọng nói như đang trò chuyện với một người khác. Jason Lipshutz của tạp chí Billboard viết rằng khi Ocean xem xét tiền bạc, ma túy, và tình dục, anh "đẩy chủ đề về sự tồn tại của chúng ra, vồ lấy ý tưởng về tình yêu và vị trí của nó giữa những đống vật chất sáng loáng kia".
Cách sáng tác của Ocean có sử dụng những câu chuyện mô tả, tính nhịp phách của thơ ca dày đặc, những hình ảnh siêu thực, sự xúc động biểu thị nỗi cảm thông, sự hài hước mà không cần biểu lộ trên mặt (deadpan humor), sự ẩn dụ công khai, và những kĩ năng hội thoại. John Calvert của The Quietus ghi lại rằng những dòng viết của anh đã xem tình yêu là "vô tội", và sử dụng cách ẩn dụ "bay-như-tình yêu" ("flying-as-love") và "lối vòng vo tôn trọng" để chỉ tình dục giống như một chuyến bay trên một chiếc "máy bay tiêm kích" ("flighter jet"). Embling của trang Tiny Mix Tapes coi Channel Orange là một "album của một nhạc sĩ sáng tác" và nhận định, dù "cảm xúc, tâm trạng và giai điệu đủ rộng để thu hút người nghe", ca từ của Ocean vẫn "đáng nghi ngờ, cho phép những sự giải thích cá nhân [khác nhau]". Những chuyện kể của Ocean nhìn chung mô tả những bản ngã tối tăm, và tan vỡ. Evan Rytlewski của The A.V. Club nhận thấy những "nhân vật riêng biệt" của anh tất cả được "kết nối bởi nỗ lực thất bại của họ khi cố ngụy tạo những mối liên hệ có ý nghĩa." Các bài hát cũng mô tả cảnh vật miền Nam California, với sự ám chỉ tới môi trường ven biển đầy nắng của nơi đây trong cả ca từ và giai điệu. Randall Roberts trên Los Angeles Times phân loại Channel Orange là một album concept (album chủ đề) về "sự trải nghiệm tuổi hai mươi ở Los Angeles", trong khi Greg Kot phân tích bối cảnh California như "một trạng thái tâm lý trong thế giới của Ocean: tê liệt, giàu có và tự thỏa mãn một cách giả dối, nơi những cư dân sinh sống mà không liên kết với những phần khác của thế giới."

## Bài hát
Nhạc phẩm mở đầu "Start" là một đoạn những âm thanh của môi trường xung quanh, với một vài thời điểm im ắng, và những tiếng ồn lướt qua rất nhanh, trong đó có tiếng bật máy PlayStation. Tiếp theo, bài hát thủ thỉ về tình yêu "Thinkin Bout You" có những tiếng synth lướt nhẹ, tiếng organ rả rích, tiếng bộ gõ điện tử nghe không rõ ràng, và lời ca viết về một người yêu với những lời nói dối vô hại ở đoạn chính và những suy nghĩ về tình yêu bất diệt ở đoạn điệp khúc. "Fertilizer" được dựa trên bài hát cùng tên của James Fauntleroy II năm 2010, được sử dụng trong album như một đoạn nhạc quảng cáo trên sóng radio AM và phần dạo giữa để chỉ sự nhảm nhí ("bullshit"). Bài kế tiếp, "Sierra Leone" có phong cách nhạc chillwave và quiet storm, với tiếng chuông gió, những tiếng đập lo-fi (chất lượng thấp), và tính phức điệu mà giống như ca khúc của Prince năm 1985, "Paisley Park". Lời bài hát nói về quan hệ tình dục, sự mang thai, lần đầu làm cha mẹ, và những ước vọng trẻ thơ. Nó kể lại câu chuyện của người kể về ham muốn dành cho một cô gái khi còn là một thiếu niên, và so sánh mối quan hệ của họ với những thăng trầm của Sierra Leone như là kim cương và cuộc nội chiến. Phần hát của Ocean diễn tả sự nối tiếp hợp âm giảm dần một cách nhanh chóng và được chồng lên giọng nói của chính anh.
"Sweet Life" và "Super Rich Kids" mô tả sự sa ngã mà đang lôi kéo những người giàu có, và được nối với nhau bởi "Not Just Money", một đoạn dạo giữa có tiếng nói của một phụ nữ đang thảo luận về tầm quan trọng của tiền bạc đối với hạnh phúc. "Super Rich Kids" đem đến những dòng piano đập mạnh của Elton John trong ca khúc năm 1973 "Bennie and the Jets" và nói về tuổi trẻ, sự buồn bực của những con người giàu có và sự sợ hãi đối với cuộc khủng hoảng tài chính, một cách châm biếm mà không để lộ ra mặt. "Pilot Jones" khai thác những hình ảnh của chủ nghĩa hiện thực huyền ảo và chủ nghĩa thoát ly, và mô tả sự phụ thuộc tâm lý giữa những người nghiện ma túy, những người lẫn lộn giữa tình bạn và tình yêu nhục dục trong sự hỗ trợ của họ dành cho nhau. Ca khúc ngây ngất này chứa những tiếng lách tách điện tử tạo cảm giác mơ màng, kết cấu theo trường phái ấn tượng, những mẫu nhịp trống mang tính thử nghiệm, hiệu ứng âm thanh bị làm méo, và phần hát ứng khẩu diễn tả sự bay "cao" ("hiiigh") của người kể chuyện. "Crack Rock" mô tả một người nghiện đá ("crack"), so sánh tình yêu được bay cao và sự xuống thấp của việc sử dụng thuốc, và mở rộng ra là nói về sự tham nhũng, sự tan vỡ của gia đình, bạo lực sử dụng súng, và sự thờ ơ của chính phủ tới những cái chết đang gia tăng có liên quan tới ma túy đá. Ca khúc có những phần hòa âm chồng lên nhau của nhiều bài hát trong thời gian ngắn, với phần điệp khúc không tuân theo quy tắc (non sequitur), và Ocean thỉnh thoảng đứt quãng hơi thở để diễn tả giọng nói của một con nghiện.
"Pyramids" được các cây viết phê bình xem như tác phẩm trung tâm của album. Brice Ezell trên trang PopMatters viết rằng nó biểu thị "trọng tâm quan trọng của câu chuyện bao quát", nơi "giọng điệu châm biếm hơn của nửa trước đĩa nhạc mở đường cho một nửa sau dày đặc về cảm xúc." Chuyển từ thể loại synth-funk cho tới slow jam, ca khúc có phần ca từ với hình tượng mà sử dụng cả những hình ảnh Ai Cập cổ đại và Kinh Thánh, và đối chiếu sự tương phản giữa sự sụp đổ huyền thoại của Cleopatra VII với hoàn cảnh của một cô gái làm công ở thời hiện đại, một vũ công ở một câu lạc bộ thoát y gọi là Pyramid nhằm giúp đỡ người đàn ông của cô đạt được những ước muốn xa hoa của anh ta. Bài hát theo phong cách New Wave, "Lost" nói về một con nghiện bối rối, người hy vọng có một cuộc sống tốt hơn cho bản thân và cả cô bạn gái cũng nghiện ngập của anh. "Monks", một ca khúc funk rock sinh động, nói về việc tìm ra sự giải thoát và đối mặt với những vấn đề như quan hệ tình dục không chủ đích và niềm tin tôn giáo, trong một câu chuyện kể lại một chuyến đi từ một buổi hòa nhạc náo nhiệt tới một cánh rừng được ẩn dụ. "Bad Religion" mang những đặc điểm của âm nhạc giao hưởng, kịch tính phô trương (melodramatic) và một loạt những hình tượng trong âm nhạc, bao gồm tiếng bộ dây, tiếng vỗ tay, tiếng trống của ban nhạc diễu hành, và những hợp âm organ buồn bã. Ca từ nói về lời tỏ tình của người kể chuyện với một người lái taxi, nối tiếp với sự nghiền ngẫm của anh về một mối quan hệ gần gũi mà phải giấu diếm. Nhà báo Alexis Petridis khẳng định rằng ca khúc "tái tạo cuộc chiến giữa dục vọng và tôn giáo mà đã là trái tim của nhạc soul kể từ lúc nó tách ra từ nhạc gospel".
"Pink Matter" là một bài hát ca thán theo điệu blues với chủ đề về tình dục và sự phản bội, bởi người kể chuyện phải đấu tranh giữa sự hoan lạc và ý nghĩa cuộc sống. Lời ca có những dòng để chỉ những câu hỏi hóc búa trong triết học, sự sống ngoài Trái Đất, manga Nhật Bản, và kẹo bông. Ca khúc vui vẻ "Forrest Gump" so sánh nhân vật trong bộ phim cùng tên với sự rung động tuổi dậy thì, với những ca từ hài hước (tongue-in-cheek) về ham muốn tình dục đồng tính, và sự ám chỉ tới những cảnh trong bộ phim. Bài hát có phần điệp khúc tươi sáng, mang âm hưởng Motown, phần kết theo nhịp đơn giản, tiếng ghita gõ nhẹ, giọng hát buồn bã, và phần đuôi thì réo rắt vui tươi. Bài cuối theo phong cách kịch ngắn, "End", diễn tả Ocean đang quan hệ tình dục với một phụ nữ trên ghế sau của một chiếc ô tô khi mà ca khúc năm 2012 của anh, "Voodoo", được phát trên dàn loa xe. Cô gái nói với anh, "Anh thật đặc biệt. Em ước anh có thể thấy điều mà em thấy" ("You're special. I wish you could see what I see"), sử dụng một đoạn lời thoại từ bộ phim ATL năm 2006, và Ocean phản ứng lại bằng cách rời khỏi xe, đi bộ xuyên qua làn mưa về nhà, và đặt chùm chìa khóa của anh ta xuống với một tiếng thở dài. Sau đó, bài hát nhẹ nhàng về sự thất tình "Golden Girl" bật lên, có những tiếng synth nhịp điệu nhanh, âm thanh giảm dần từ từ, và Tyler, The Creator đọc rap với chất giọng trầm, rùng rợn. Bài hát nói về một cô gái mà đã đem đến sự cứu rỗi và yên bình trong tâm hồn người kể chuyện, người đã so sánh cô với một hòn đảo.

## Phát hành và quảng bá

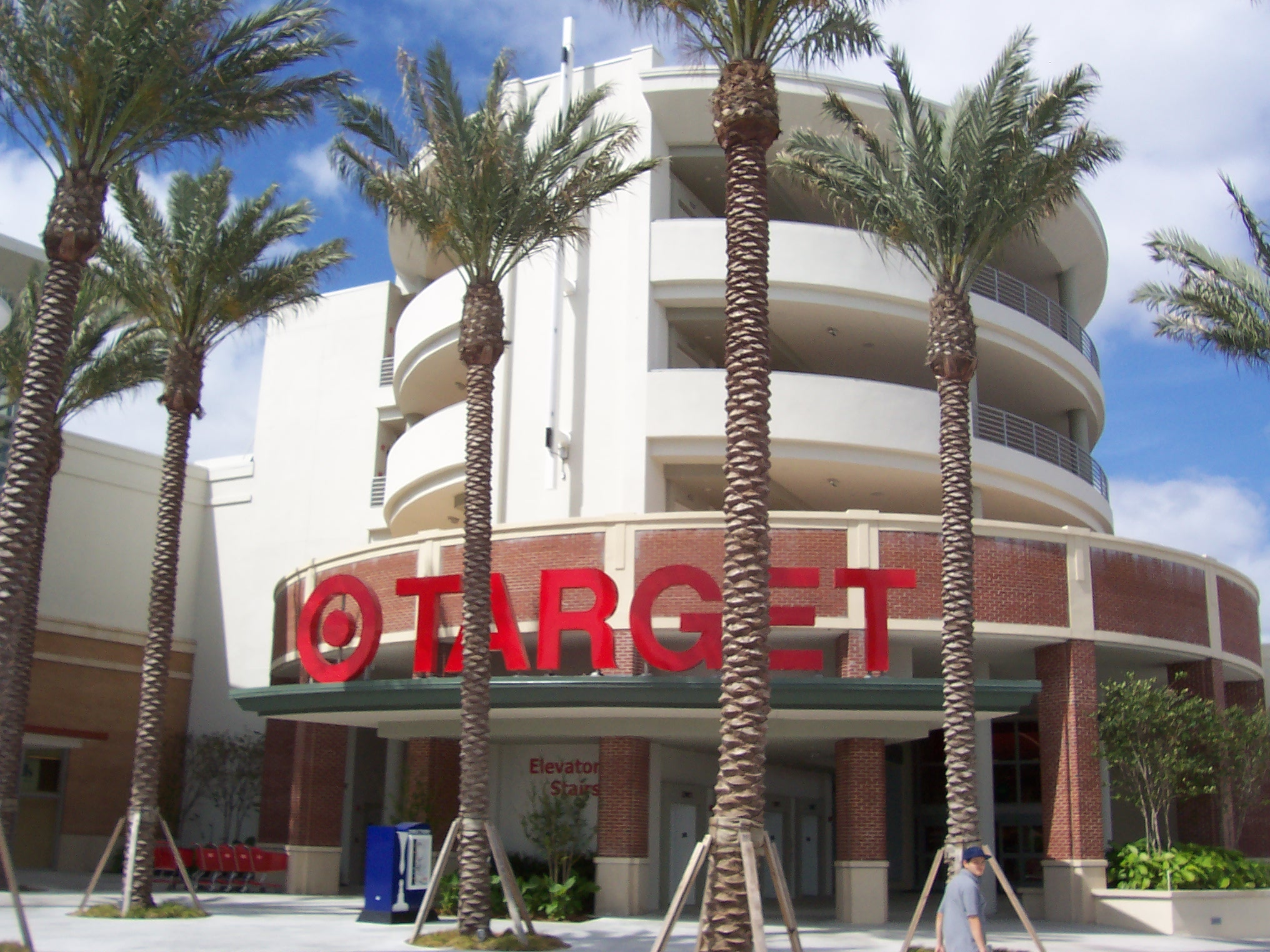
Hãng bán lẻ Target từ chối bán album để phản ứng với việc phát hành album trên iTunes trước đó.

Để ngăn chặn việc bị rò rỉ trên Internet, Ocean dự định ra mắt Channel Orange phiên bản kĩ thuật số một tuần trước ngày phát hành chính thức đã thông báo. Việc làm của anh chịu ảnh hưởng từ hành động của Jay-Z và Kanye West, khi họ ngăn chặn việc rò rỉ album Watch the Throne năm 2011 bằng cách thông báo những ngày phát hành sai lệch để đánh lừa. Vào 8 tháng 6, Ocean thông báo về ngày phát hành là 17 tháng 7 và cho ra mắt một trailer cho album được đạo diễn bởi Nabil Elderkin. Vào 9 tháng 6, anh lần đầu xuất hiện trên truyền hình ở chương trình Late Night with Jimmy Fallon và biểu diễn "Bad Religion" với nhạc đệm từ ban nhạc của chương trình, The Roots, và một dàn nhạc dây. Ngày ra mắt và người bán thực tế của album được thông báo trong chương trình đó.
Phát hành bởi Def Jam và phân phối bởi Universal Music Group, Channel Orange được ra mắt vào 10 tháng 7 dưới dạng bản download kĩ thuật số độc quyền trên iTunes. Cửa hàng số này là nơi duy nhất bán album cho tới ngày 17 tháng 7, khi album được ra mắt ở các nhà bán lẻ kĩ thuật số khác. Ocean nói về chiến lược phát hành trong bài phỏng vấn với Zane Lowe vào 12 tháng 7, "Tôi đã chưa hề từng có một chiếc trong tay... Chúng được làm xong, nhưng khi chúng tôi gửi chúng đi, chúng đã được khóa tại nơi sản xuất. Chúng chưa từng rời đi. Chúng chưa hề lên xe tải [tới các cửa hàng] bởi vì đó là nơi chúng bị rò rỉ."
Dù việc phát hành rộng rãi bản đĩa thường được lên lịch là vào 17 tháng 7, hãng Universal khuyến khích các hãng bán lẻ ngay lập tức bán khi album được chuyển tới. Tuy nhiên, công ty bán lẻ Target không hài lòng với việc ra mắt sớm trên iTunes và quyết định không nhận bán album. Quản lý của Ocean, Christian Clancy phản ứng lại trong một thông điệp trên Twitter rằng anh ta thấy "thú vị" rằng Target "tài trợ cho các tổ chức ủng hộ các quyền bất bình đẳng", ý nói xu hướng tình dục của Ocean là lý do cho hành động này. Target bác bỏ những cáo buộc trên là "hoàn toàn sai" trong một tuyên bố sau đó trên MTV News, nói rằng công ty "ủng hộ sự tổng thể và đa dạng trên tất cả mọi mặt kinh doanh của chúng tôi. Những quyết định cho sự lựa chọn của chúng tôi được dựa trên một số nhân tố, trong đó có nhu cầu khách hàng."

## Tiếp nhận

### Thương mại
Album lần đầu xuất hiện trên bảng xếp hạng tại Ai Len ở vị trí số 45 vào tuần kết thúc ngày 12 tháng 7; nó cuối cùng đạt vị trí cao nhất là số 14. Tại vương quốc Anh, Channel Orange ra mắt ở vị trí số 2 tại UK Albums Chart và tiêu thụ 13.000 bản trong tuần đầu tiên. Đây là album đầu tiên mà leo được vào tốp 20 tại Anh mà chỉ dựa trên doanh số bán trên mạng. Tại Canada, album ra mắt tuần đầu ở vị trí thứ 3 trên Canadian Albums Chart với doanh số 6.700 bản. Thành tích chung cuộc cao nhất trên bảng xếp hạng đối với album là ở Na Uy, khi album giành được vị trí quán quân.
Tại Hoa Kỳ, Channel Orange xuất hiện lần đầu tại vị trí thứ hai trên Billboard 200 và tiêu thụ 131.000 bản trong tuần đầu. Phần lớn doanh số thuộc về bản kĩ thuật số bán trên iTunes, trong khi chỉ bán được xấp xỉ 3.000 bản đĩa thường. Tuy nhiên, phiên bản kĩ thuật số bán với giá 2,99 USD ở Amazon.com đã bị loại bỏ khỏi dữ liệu bán đĩa của Nielsen SoundScan, do chính sách của bảng xếp hạng Billboard là không công nhận những album mà bán với giá ít hơn 3,49 USD vào bảng xếp hạng. Album đã bán 54.000 bản trong tuần thứ hai, loại trừ những bản không được tính mà bán ở trên Amazon.com, được Billboard ước lượng xấp xỉ 15.000 bản. Sau khi Ocean xuất hiện trên MTV Video Music Awards, album nhảy lên số 24 trên Billboard 200 và bán được 14.000 bản trong tuần vào 9 tháng 9. Vào ngày 9 tháng 1 năm 2013, Channel Orange đã bán được tổng cộng 458.300 bản, dựa theo thống kê của Nielsen SoundScan. Vào 30 tháng 1, album nhận được chứng nhân vàng bởi Hiệp hội Công nghiệp Ghi âm Hoa Kỳ (RIAA). Album đã nằm trên bảng xếp hạng Billboard 200 trong hơn 27 tuần.
Năm đĩa đơn được ra mắt cho việc quảng bá album — "Thinkin Bout You" vào 17 tháng 4, "Pyramids" vào 8 tháng 6, "Sweet Life" vào 6 tháng 7,, "Lost" vào 17 tháng 12, và "Super Rich Kids" vào 17 tháng 3 năm 2013. "Thinkin Bout You" là đĩa đơn đạt được thứ hạng cao nhất của Ocean tại Hoa Kỳ, đứng thứ 32 trên bảng xếp hạng Billboard Hot 100. Ocean đã biểu diễn ca khúc tại giải thưởng MTV Video Music Awards 2012 vào 6 tháng 9. Vào 15 tháng 9, anh là khách mời và biểu diễn "Thinkin Bout You" và "Pyramids" trên Saturday Night Live, được đệm đàn ghita bởi John Mayer.

### Phê bình
| Đánh giá chuyên môn | Đánh giá chuyên môn |
| Điểm trung bình     | Điểm trung bình     |
| Nguồn               | Đánh giá            |
| ------------------- | ------------------- |
| AnyDecentMusic?     | 8,9/10              |
| Metacritic          | 92/100              |
| Nguồn đánh giá      |                     |
| Nguồn               | Đánh giá            |
| AllMusic            | [ 4 ]               |
| The A.V. Club       | A                   |
| Robert Christgau    | A–                  |
| The Guardian        | [ 35 ]              |
| The Independent     | [ 58 ]              |
| NME                 | 7/10                |
| Pitchfork           | 9,5/10              |
| Rolling Stone       | [ 36 ]              |
| Slant Magazine      | [ 52 ]              |
| Spin                | 9/10                |

Channel Orange đã được đón nhận vô cùng tích cực bởi các nhà phê bình âm nhạc đương đại. Trên Metacritic, trang web tổng hợp điểm đánh giá trung bình của các nhà phê bình với thang điểm 100, album đã nhận được điểm trung bình là 92, tương ứng với "hoàn toàn được khen ngợi", dựa trên 46 bài bình luận. Trên Allmusic, Andy Kellman viết rằng "lối kể chuyện diễn cảm và tinh tế [của Ocean] đã được đẩy lên một tầm cao mới" so với Nostalgia, Ultra và so sánh anh với Bilal trong vai trò một nhạc sĩ. Mike Powell của Spin nhận thấy cách hát bình tĩnh của Ocean là một dấu hiệu của "sự bình tĩnh và khôn ngoan phi thường". Ken Tucker của tờ NPR nhận định rằng những chi tiết âm nhạc và ca từ trong "những chân dung của cảnh quan L.A." và việc "anh chìm sâu hơn vào trong tâm trí của mình và chia sẻ tất cả những hy vọng, khát khao, bối rối và hoài bão" đã đem đến một tác phẩm mà mang tầm thế giới hơn tất cả tác phẩm của những người cùng thế hệ. Fintan Walsh trên tạp chí State cảm thấy album "thách thức bản chất hiện đại của nền văn hóa pop" với những dòng ca từ "gần gũi với thời tuổi trẻ hiện đại trong Pet Sounds của Brian Wilson năm 1966", và gọi đây là "một bộ sưu tập đầy xúc cảm, năng động và kiệt xuất của những đối thoại giữa bản ngã bên trong [Ocean] và người nghe." Ở trang Pitchfork Media, Ryan Dombal ca ngợi sự dũng cảm của Ocean, và rằng những bức thư của anh, cùng với Channel Orange đã "mang theo tinh thần tái định nghĩa [bản thân] cởi mở và tự tin; anh sống trong thế giới của chính anh, nhưng cũng thích thú với những gì xung quanh mình", và "dù cố ý hay không, ngôn ngữ của Channel Orange bao quát một cách đáng ngưỡng mộ -- và khéo léo."
Killian Fox của tờ The Observer gọi album là "một tác phẩm cổ điển cởi mở, âm ỉ cháy mà đòi hỏi sự kiên nhẫn và chăm chú". Còn trên The Guardian, Alexis Petridis gọi đây là một "album đẹp và rực rỡ" với phần sản xuất "độc đáo đầy ấn tượng". Laurence Green của musicOMH ca ngợi phần âm nhạc với "sự lựa chọn những âm thanh hỗn loạn của cuộc sống được sơn lại vào trong một tập hợp mê hoặc nhất." Evan Rytlewski trên The A.V. Club chỉ ra rằng đây là "[tác phẩm] mới nhất trong một chuỗi những album neo soul mặc khải thời kỳ sau, kết nối với âm thanh jazz xiên xẹo trong Airtight's Revenge của Bilal, sự mở rộng tinh quái của Erykah Badu với New Amerykah Part Two, và sự tao nhã ngây thơ của Maxwell - BLACKsummers'night trong một tác phẩm mà tất cả mọi thứ đều mang tính cá nhận một cách sắc sảo giống như ba tác phẩm trên." Jesse Cataldo của tạp chí Slant gọi album là "một tác phẩm chạm trổ... rất phức tạp, rất có tính kết cấu, rất trưởng thành mà sự công khai gần đây của Ocean chỉ giống như một chú thích".
Dù nói rằng album "rất tốt", Brice Ezell của PopMatters vẫn nhận thấy Nostalgia, Ultra mới là "tác phẩm đầu tay thực sự của Ocean." Jody Rosen trên Rolling Stone cảm thấy Ocean đôi khi "là một người cung cấp những bản groove vô hình dạng hơn là một nhạc sĩ sáng tác" và cho rằng những ca khúc với cấu trúc chắc chắn hơn "có sức mạnh đáng ngạc nhiên." Priya Elan của NME viết rằng album "sáng tạo và nhiệt huyết" này dù "được nuông chiều quá mức nhưng vẫn cho thấy một tài năng hiếm có mà có thể sánh ngang với tham vọng của anh ta," điều mà "nằm ở mặt đúng của sự nuông chiều." Nhà phê bình Robert Christgau trên MSN Music dù băn khoăn về những câu chuyện "giang hồ" (demimonde) của anh, nhưng vẫn thấy "kĩ năng âm nhạc" trong album "vững chắc" hơn là trong Nostalgia, Ultra và bổ sung, "dĩ nhiên phần nội dung ca từ mới thống lĩnh." Sasha Frere-Jones trên The New Yorker bình luận rằng album "chưa bao giờ cảm thấy ngột ngạt, bởi thẩm mỹ của Ocean đã hỗ trợ phần ca từ của anh" và cho rằng, "Channel Orange phục hồi sinh lực cho R&B bằng cách xem thường những quy tắc của chính thể loại này."

### Giải thưởng
Channel Orange xuất hiện trên hàng loạt các danh sách album hay nhất vào cuối năm của các nhà phê bình. Album được xướng tên là album xuất sắc nhất năm 2012 bởi The A.V. Club, Billboard, Chicago Sun-Times, Chicago Tribune, Consequence of Sound, Entertainment Weekly, The Guardian, Los Angeles Times, musicOMH, The Sydney Morning Herald Now, Paste, PopMatters, Slant Magazine, Spin, The Washington Post, và Jon Pareles của The New York Times. Album cũng được xếp thứ hai trên danh sách của Allmusic, Ann Powers, BBC, Complex, Exclaim!, Filter, Mojo, Pitchfork Media, và Rolling Stone, xếp thứ ba bởi Clash, Jim DeRogatis, NME, State, và Time, và thứ 5 trên Uncut. Trong danh sách 10 album cho tờ Los Angeles Times, Lawrence K. Ho gọi album là "đĩa nhạc lôi cuốn nhất trong năm" và viết rằng album "thấy giống như một tác phẩm mà khi thời gian qua đi sẽ chỉ lớn hơn về tầm vóc." Channel Orange cũng được mệnh danh "Album của năm" trong cuộc bình chọn Poll of Polls của HMV, một khảo sát thường niên của các nhà phê bình và nhạc sĩ Anh quốc từ các tạp chí in và trực tuyến quốc gia. Trên trang Metacritic, album được ghi nhận là album "xếp hạng cao nhất" và "nhận được phê bình tốt nhất" của năm 2012, cũng như "một trong những album được đánh giá cao nhất của thập niên vừa qua".
Channel Orange chiến thắng giải "Album của năm" tại Giải âm nhạc Soul Train 2012. Album cũng giúp Ocean giành được một số đề cử tại giải Grammy năm 2013, bao gồm Album của năm, Album Urban Contemporary xuất sắc nhất, Nghệ sĩ mới xuất sắc nhất, và Ghi âm của năm cho "Thinkin Bout You". Album đã giành giải Grammy cho Album Urban Contemporary xuất sắc nhất.

## Lưu diễn

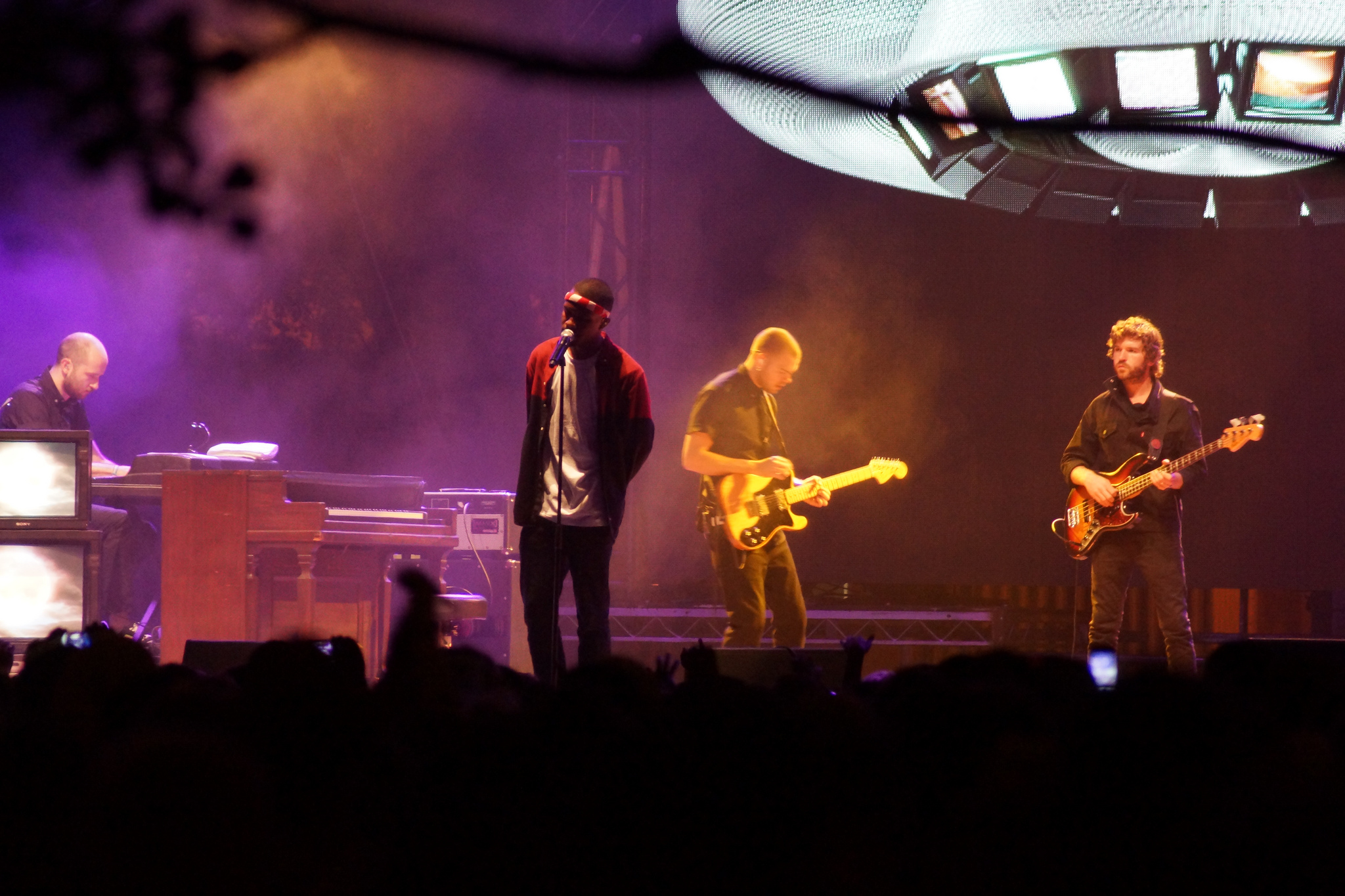
Ocean biểu diễn tại Lollapalooza vào 4 tháng 8 năm 2012

Ocean hỗ trợ cho việc quảng bá album bằng một chuyến lưu diễn dài 14 ngày tại Bắc Mỹ trong tháng 7 năm 2012. Được thông báo vào ngày 8 tháng 6, tour diễn đã bán hết vé vào 9 tháng 7. Trong một số đêm diễn, Ocean đã giải thích rằng anh muốn mang lại chất lượng hơn là số lượng và "đó không phải là về chuyện hãy làm một triệu thứ ngay bây giờ. Đó là chuyện hãy cố hết sức để làm những thứ tốt nhất ngay lúc này." Malay tham gia vào chuyến lưu diễn với vai trò giám đốc âm nhạc và nói rằng điều này sẽ mang lại bước tiến lớn cho phần sản xuất trong chương trình so với những đêm diễn trước đó của Nostalgia, Ultra. Sân khấu của họ bao gồm một ghita, một bass, một trống, hai piano và một dàn DJ ở sau màn hình tivi để hỗ trợ, giúp trình chiếu những hình ảnh luôn biến đổi.
Bên cạnh các bài hát trong Nostalgia, Ultra và Channel Orange, Ocean cũng biểu diễn "Made in America", hai ca khúc chưa được phát hành "Summer Remains" và "Voodoo", và thể hiện lại "When You Were Mine" của Prince (1980), "I Miss You" của Beyoncé Knowles (2011), và "By Your Side" của Sade (2000). Những nhà bình luận của chương trình nhận thấy sự xuất hiện giản dị của Ocean trên sân khấu và chứng kiến đám đông hò reo và hát theo các ca khúc. Sau màn trình diễn ở 9:30 Club ở Washington, D.C., Ocean viết trên tài khoản Twitter của mình về tour diễn, "Cuộc sống lưu diễn cần một số thứ phải làm quen. Tôi phải đi ra ngoài và trở thành ai đó anh hùng hay nhân vật tưởng tượng lệch lạc hoặc bất cứ cái gì và tuy nhiên một số thứ lại thay đổi vào mỗi đêm. Điều đó thật đặc biệt, và những phụ nữ vẫn còn hò hét ở hàng đầu tiên." Ocean đã hủy bỏ đêm kết thúc chuyến lưu diễn tại Saint Andrew's Hall ở Detroit vào 1 tháng 8 do bị ốm.
Sau tour diễn, Ocean được mời đến biểu diễn tại một số lễ hội âm nhạc, bao gồm Lollapalooza, nơi tên anh là tiêu đề cho ngày thứ hai của lễ hội. Tuy diên, trong lúc trình diễn ở Øyafestivalen tại Na Uy, Ocean mất giọng và kết thúc màn trình diễn sớm. Anh sau đó rút tên khỏi các buổi diễn tại châu Âu, trong đó có Mylo Xyloto Tour của ban nhạc rock Anh Coldplay, tour diễn mà đáng lẽ anh sẽ là nghệ sĩ biểu diễn mở đầu tại châu Âu trong tháng 8 và tháng 9. Dù không thông báo rõ lý do, Ocean đã gửi một thông báo tới những người tổ chức lễ hội Way Out West ở Thụy Điển, nói rằng "Hãy để tôi bắt đầu nói rằng tôi cảm thấy tôi lúc này như một tên khốn, nhưng một quyết định khó khăn đã được thực hiện liên quan tới lịch làm việc của tôi trong vài tháng nữa... Rất xin lỗi, tôi sẽ quay lại nếu các anh cần tôi." Tuy nhiên, Ocean sau đó đã biểu diễn tại lễ hội All Tomorrow's Parties ở thành phố New York vào 21 tháng 9.

## Danh sách nhạc phẩm
| STT | Nhan đề                                            | Sáng tác                                                                                                 | Thời lượng |
| --- | -------------------------------------------------- | --- | ---------- |
| 1.  | "Start"                                            | Christopher Breaux, James Ryan Ho                                                                        | 0:46       |
| 2.  | "Thinkin Bout You"                                 | Breaux, Shea Taylor                                                                                      | 3:22       |
| 3.  | "Fertilizer"                                       | James Fauntleroy, Reginal Perry                                                                          | 0:40       |
| 4.  | "Sierra Leone"                                     | Breaux, Ho                                                                                               | 2:29       |
| 5.  | "Sweet Life"                                       | Breaux, Pharrell Williams                                                                                | 4:23       |
| 6.  | "Not Just Money"                                   | Rosie Watson                                                                                             | 1:00       |
| 7.  | "Super Rich Kids" (hợp tác với Earl Sweatshirt)    | Breaux, Roy Hammond, Ho, Thebe Kgositsile, Mark Morales, Kirk Robinson, Nat Robinson Jr., Mark C. Rooney | 5:05       |
| 8.  | "Pilot Jones"                                      | Breaux, Taylor                                                                                           | 3:04       |
| 9.  | "Crack Rock"                                       | Breaux, Ho                                                                                               | 3:44       |
| 10. | "Pyramids"                                         | Breaux, Ho                                                                                               | 9:53       |
| 11. | "Lost"                                             | Breaux, Ho, Micah Otano                                                                                  | 3:54       |
| 12. | "White" (hợp tác với John Mayer)                   | Breaux, Tyler Okonma                                                                                     | 1:16       |
| 13. | "Monks"                                            | Breaux, Ho                                                                                               | 3:20       |
| 14. | "Bad Religion"                                     | Breaux, Monte Neuble                                                                                     | 2:55       |
| 15. | "Pink Matter" (hợp tác với André 3000)             | André Benjamin, Breaux, Ho                                                                               | 4:29       |
| 16. | "Forrest Gump"                                     | Breaux, Ho                                                                                               | 3:15       |
| 17. | "End/Golden Girl" (hợp tác với Tyler, The Creator) | Breaux, Ho, Okonma                                                                                       | 8:43       |

Ghi chú
- "Super Rich Kids" chứa một đoạn thông điệp từ "Real Love" của Mary J. Blige, sáng tác bởi Mark Morales, Mark C. Rooney, Kirk Robinson, Nat Robinson Jr., và Roy Hammond.
- "Lost" chứa đoạn hội thoại từ phim Fear and Loathing in Las Vegas.
- "Pink Matter" chứa một đoạn âm thanh từ phim The Last Dragon.
- "Golden Girl" bắt đầu từ 3:44;[126] và bị loại bỏ khỏi bài hát số 17 trong phiên bản kĩ thuật số của iTunes.[127]

## Đội ngũ thực hiện
Đội ngũ tham gia sản xuất Channel Orange dựa trên phần bìa ghi chú.
| - André 3000 – ghita, rap - Wil Anspach – trợ lý kĩ thuật - Auntie Rosie – hát - Jeff Babko – keyboard - Calvin Bailif – kĩ thuật - Steve Bartels – tiếp thị - Stacy Barthe – hát - Matt Brownlie – trợ lý kĩ thuật - Juliet Buck – hát - Raymond Buck – hát - Chad Carlisle – trợ lý - Matt Chamberlain – trống, lập trình - Christian Clancy – quản lý - Kelly Clancy – quản lý - Andrew Coleman – kĩ thuật - Crimson Tide Cheerleaders – hát - Brendan Dekora – trợ lý kĩ thuật - Earl Sweatshirt – rap - Dave Eggar – bộ dây - Nabil Elderkin – chụp ảnh - Jeff Ellis – mix bổ sung, kĩ thuật - Everest – giám đốc sản xuất - Doug Fenske – kĩ thuật - Football Game Crowd – hát - Frank Ocean – keyboard, mix, sản xuất, hát - Matty Green – trợ lý mix - Adam Harr – trợ lý kĩ thuật - Lalah Hathaway – hát - Ghazi Hourani – trợ lý kĩ thuật - Charlie Hunter – bass, ghita - Dan Jensen – cố vấn pháp luật - Taylor Johnson – ghita - Michelle Jubelirer – cố vấn pháp luật - Om'mas Keith – hát, kĩ thuật, keyboard, sản xuất | - Ryan Kennedy – trợ lý kĩ thuật - Karen Kwak – tiếp thị - Miguel Lara – trợ lý kĩ thuật - Peter Mack – trợ lý kĩ thuật - Malay – hát, lập trình, bass, bộ đồng, keyboard, ghita, mix, sản xuất - Scott Marcus – tiếp thị - Aaron Martinez – bìa album - Thomas Mastorakos – bìa album - John Mayer – ghita - Irvin Mayfield – bộ đồng - Vlado Meller – master - Paul Meyer – trợ lý kĩ thuật - Danielle Miranda-Simms – hát - Elizabeth Paige – hát - Chuck Palmer – bộ dây - Sara Parkins – bộ dây - Gabrielle Peluso – tiếp thị - Pharrell – lập trình, keyboard, sản xuất - Akinah Rahmaan – tiếp thị - Mark Santangelo – trợ lý tiếp thị - Phillip Scott III – kĩ thuật - Michael Seltzer – tiếp thị - Mark "Spike" Stent – mix - Shea Taylor – keyboard - Gabe Tesoriero – tiếp thị - Pat Thrall – kĩ thuật - Francisco Torres – bộ đồng - Phil Toselli – bìa album - Marcos Tovar – kĩ thuật - Tyler, The Creator – rap - Vic Wainstein – kĩ thuật - Barry Weiss – tiếp thị - Kristen Yiengst – tiếp thị |

## Xếp hạng
| Bảng xếp hạng (2012)      | Vị trí cao nhất |
| ------------------------- | --------------- |
| Úc                        | 18              |
| Bỉ (Flanders)             | 18              |
| Bỉ (Wallonia)             | 94              |
| Canada                    | 3               |
| Đan Mạch                  | 2               |
| Hà Lan                    | 13              |
| Pháp                      | 67              |
| Đức                       | 28              |
| Ai Len                    | 14              |
| New Zealand               | 14              |
| Na Uy                     | 1               |
| Scotland                  | 28              |
| Thụy Điển                 | 35              |
| Thụy Sĩ                   | 20              |
| UK Albums Chart           | 2               |
| UK R&B Albums             | 1               |
| US Billboard 200          | 2               |
| US Top R&B/Hip-Hop Albums | 1               |

| Bảng xếp hạng (2012)      | Vị trí |
| ------------------------- | ------ |
| US Billboard 200          | 74     |
| US Top R&B/Hip-Hop Albums | 12     |

## Chứng nhận
| Quốc gia                                                                           | Chứng nhận  | Số đơn vị/doanh số chứng nhận |
| ---------------------------------------------------------------------------------- | ----------- | ----------------------------- |
| Úc (ARIA)                                                                          | Bạch kim    | 70.000^                       |
| Canada (Music Canada)                                                              | Vàng        | 40.000^                       |
| Đan Mạch (IFPI Đan Mạch)                                                           | 2× Bạch kim | 40,000‡                       |
| Anh Quốc (BPI)                                                                     | Bạch kim    | 300.000‡                      |
| Hoa Kỳ (RIAA)                                                                      | Vàng        | 500.000^                      |
| * Chứng nhận dựa theo doanh số tiêu thụ. ^ Chứng nhận dựa theo doanh số nhập hàng. |             |                               |

## Lịch sử phát hành
| Quốc gia                        | Ngày                | Hãng đĩa              | Định dạng       |
| ------------------------------- | ------------------- | --------------------- | --------------- |
| Toàn cầu (bản độc quyền iTunes) | 10 tháng 7 năm 2012 | Def Jam Recordings    | Tải kỹ thuật số |
| Thụy Điển                       | 16 tháng 7 năm 2012 | Def Jam Recordings    | CD              |
| Anh                             | 16 tháng 7 năm 2012 | Mercury Records       | CD              |
| Canada                          | 17 tháng 7 năm 2012 | Def Jam               | CD              |
| Đức                             | 17 tháng 7 năm 2012 | Island Records        | CD              |
| Hoa Kỳ                          | 17 tháng 7 năm 2012 | Def Jam               | CD              |
| Toàn cầu                        | 17 tháng 7 năm 2012 | Def Jam               | Tải kỹ thuật số |
| Hà Lan                          | 19 tháng 7 năm 2012 | Island                | CD              |
| Úc                              | 23 tháng 7 năm 2012 | Universal Music Group | CD              |
| Pháp                            | 23 tháng 7 năm 2012 | Universal Music Group | CD              |